# 지원병
《지원병》(Volunteer)은 한국에서 제작된 안석영 감독의 1941년 영화이다. 최운봉 등이 주연으로 출연하였고 최승일 등이 제작에 참여하였다.

## 출연

### 주연
- 최운봉
- 이금룡
- 문예봉
- 김일해

## 기타
- 조명: 김성춘
- 녹음: 이필우